# Bufniță polară
Bufnița polară (Bubo scandiacus) este o pasăre răpitoare care face parte din ordinul Strigiforme, familia Strigidae. Trăiește în ținuturile polare nordice de tundră. Femela este mai mare, albă cu striuri și pete negricioase. Masculul este mai mic, aproape complet de culoare albă. Prada lor constă din lemingi și alte rozătoare polare, dar și potârnichi 
de zăpadă sau iepuri. Vânează pe lumină. Cuibărește în regiunile mlăștinoase, pe movile de pământ. Iarna, în căutarea hranei, migrează spre sud. Ca adaptare la clima rece, are penajul foarte dens și picioarele îmbrăcate în pene. Ea este totuși alba și se camuflează în zăpadă extrem de ușor și rapid.

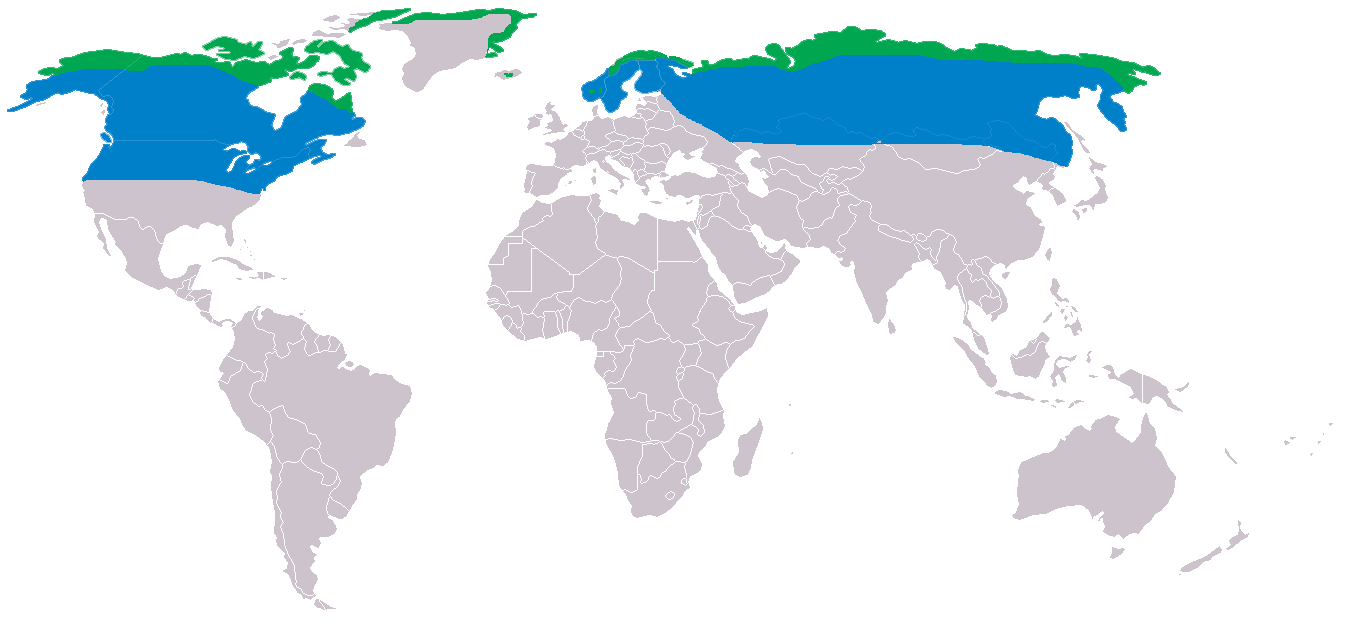
Arealul de răspândire al păsării

## Periclitarea speciei

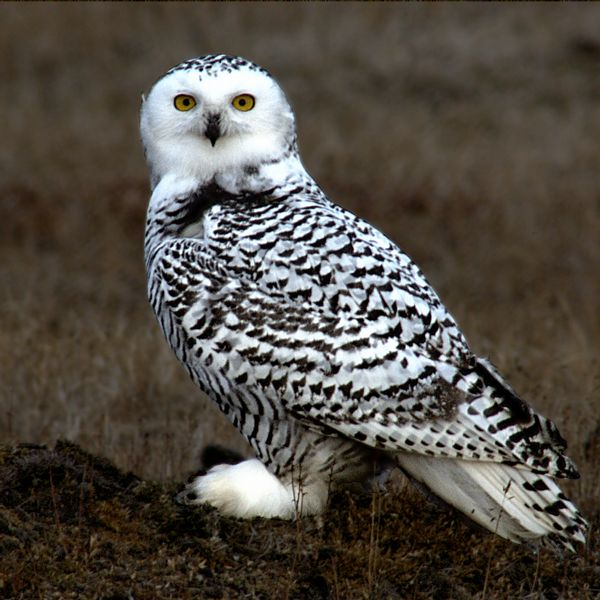
Bufniță polară din tundra Alaskăi.

Fără a lua în considerare dușmanii naturali puțini ai bufniței, ca păsările răpitoare, lupii de mare (Stercorariidae) sau vulpile polare (Vulpes lagopus), numărul lor a scăzut drastic prin vânarea ei în perioada de iarnă, în trecut în Canada, azi vânarea fiind interzisă. Dar este încă perclitată de circulația mare de autocamioane. În Scandinavia scăderea efectivului de păsări este explicată prin procesul de încălzire globală a climei pe glob. IUCN a înscris bufnița polară pe lista roșie a speciilor periclitate având statusul de "Vulnerabil".

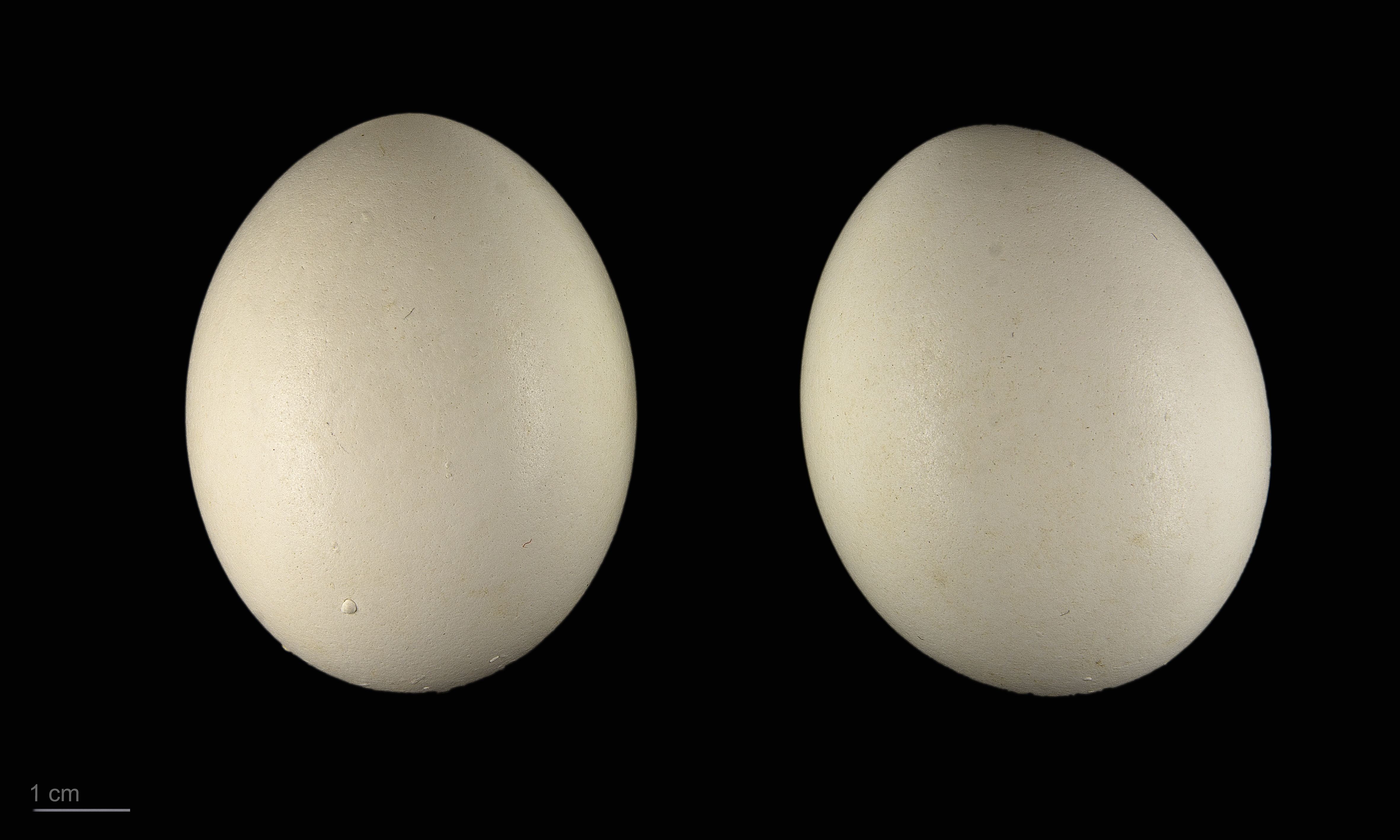
Bubo scandiacus - MHNT